# Collotheca tenuilobata
Collotheca tenuilobata är en hjuldjursart som först beskrevs av Anderson 1889.  Collotheca tenuilobata ingår i släktet Collotheca och familjen Collothecidae. Inga underarter finns listade i Catalogue of Life.